# Antônio Francisco Mendes
Antônio Francisco Mendes foi um político brasileiro.
Foi deputado à Assembleia Legislativa Provincial de Santa Catarina na 6ª legislatura (1846 — 1847).